# Paweł Straszewski (piłkarz)
Paweł Straszewski (ur. 21 listopada 1962) – polski piłkarz, pomocnik; młodzieżowy wicemistrz Europy U-18 z 1981 roku. W swojej karierze piłkarskiej występował w Zawiszy Bydgoszcz.